# Paul Eßling
Paul Eßling (* 13. August 1940; † 31. Dezember 1982 in Klosterfelde) war ein deutscher Ofensetzer. Er wurde als vermeintlicher „Honecker-Attentäter“ bekannt.

## Leben
Der Ofensetzer und gelernte Maurer Paul Eßling drang am 31. Dezember 1982 bei Klosterfelde in der Nähe von Wandlitz nach Darstellung des Stern in die Wagenkolonne von Erich Honecker ein und versuchte angeblich, auf diesen zu schießen. Daraufhin soll es zu einem Schusswechsel mit Honeckers Begleitmannschaft gekommen sein, bei dem Eßling sich selbst erschoss. Nachdem das Ereignis zunächst geheim gehalten werden sollte, berichtete zwölf Tage später der Stern darüber. Der Reporter Dieter Bub, der den Artikel mit der Überschrift Das Attentat. Ofensetzer Paul Eßling, der Mann, der Erich Honecker erschießen wollte verfasst hatte, wurde daraufhin aus der DDR ausgewiesen.
Laut Meldung der DDR-Nachrichtenagentur ADN hatte Eßling Selbstmord begangen. Es wurde aber bis nach der Wende auch behauptet, er sei von Leibwächtern Honeckers erschossen worden. Im Oktober 1995 kam die Staatsanwaltschaft Neuruppin zu dem Schluss, ein Attentat habe nie stattgefunden; Eßling habe sich aber, einer Festnahme zuvorkommend, selbst erschossen.
Laut späteren Darstellungen nahm der betrunkene und mit einer Pistole bewaffnete Eßling der Wagenkolonne Honeckers auf der Fernverkehrsstraße 109 zunächst die Vorfahrt, so dass die Fahrzeuge heftig bremsen mussten. Daraufhin erhielten zwei Leibwächter per Funk den Auftrag, Eßlings Lada zu stoppen. Honeckers Personenschützer Bernd Brückner schilderte den Vorgang 2003 erstmals so:

„Das Fahrzeug mit dem Tatverdächtigen hielt an, und ein Mitarbeiter der Verkehrspolizei stieg aus, um den Fahrer zu kontrollieren. Dieser schoss ohne Vorwarnung auf den Mitarbeiter der Verkehrspolizei und verletzte diesen schwer. Sein Kollege schoss zurück. In diesem Augenblick hatte sich aber der Tatverdächtige bzw. der Täter schon selbst erschossen.“

Das Ministerium für Staatssicherheit (MfS) schrieb in seinem streng geheimen Abschlussbericht, Eßling habe kein Attentat geplant, sondern sei zufällig in Honeckers Konvoi hineingeraten und habe schließlich in Panik auf die Polizisten und zuletzt auf sich selbst geschossen. Bei Eßling seien zehn Waffen und mehr als 1000 Schuss Munition gefunden worden. Ob es sich bei den am Schusswechsel mit Eßling Beteiligten um Volkspolizisten oder Personenschützer gehandelt hat, ist jedoch unklar.
Das MfS organisierte Eßlings Urnenbeisetzung unter größter Geheimhaltung.